# Jean Willybiro Sako
Jean Willybiro Sako (ur. 11 maja 1946 w Berbérati) – polityk Republiki Środkowoafrykańskiej.
Jean Willybiro Sako zajmował stanowisko przewodniczącego Komisji Wyborczej. Nadzorował m.in. wybory generalne w kraju w 2005. Był również reprezentantem Republiki Środkowoafrykańskiej przy UNESCO.